# Dipropilenoglicol
O dipropilenoglicol é uma mistura de três dímeros do propilenoglicol. É um líquido viscoso, claro, incolor de odor fraco de fórmula química C6H14O3.  Possui peso molecular de 134.
Seus três componentes são derivados do propilenoglicol (propano-1,2-diol), conforme a desitratação a éter seja feita nos hidroxilos dos carbonos 1 e 2:
- 4-oxa-heptano-2,6-diol (CAS 110-98-5, ligação pelas hidroxilas 1)
- 2,4-dimetil-3-oxa-pentano-1,5-diol (CAS 108-61-2, ligação pelas hidroxilas 2)
- 2-metil-3-oxa-hexano-1,5-diol (CAS 106-62-7, ligação pelas hidroxilas 1 e 2)[2]

## Aplicações
Como solvente em poliuretanos, resinas de poliéster, resinas e óleos, plastificantes, revestimentos, tintas para impressão, lubrificantes têxteis, fluidos hidráulicos, intermediários em tingimentos e biocidas, extração de solventes aromáticos, ésters e derivados de éter.
É usado em formulações de higiene e cosméticas com odor (fragrâncias). Entre estes se incluem, onde é usado em concentrações de 1 a 50 %: batons; cosméticos e preparados para cuidados da pele do rosto, corpo e mãos diversos, em creme e loção; desodorantes e deo-colônias; líquidos para permanentes; perfumes e colônias, preparados para limpeza de pele (cremes, loções, líquidos e lenços umidecidos).
Seu uso especificamente em perfumes serve para agir como um elemento de ligação entre o álcool, a essência e o fixador.

## Cuidados
Tóxico ao contato e por ingestão. Evitar o contato com oxidantes fortes. Conserva-se estável pelo menos por dois anos após fabricação.